# Héctor Mejía Gutiérrez
Héctor Mejía Gutiérrez (Maravatío, Michoacán, México; 26 de julio de 1944) es un político mexicano exmiembro del Partido Acción Nacional, diputado federal a la LIII Legislatura.

## Biografía
Mejía Gutiérrez nació en Maravatío, Michoacán el 26 de julio de 1944 en donde realizó sus estudios básicos para posteriormente migrar al estado de Chihuahua en donde pasó dedicarse a la compra-venta de autos y camiones llegando a ser presidente de la Unión de Vendedores de Autos y Camiones Usados de Chihuahua.
Como empresario destacó al ser consejero de la CANACO en Ciudad Juárez. Para 1983, Mejía se afilió al Partido Acción Nacional luego del triunfo de Francisco Barrio Terrazas para la alcaldía de Ciudad Juárez en las elecciones de ese año para ser designado director de Seguridad Pública Municipal cargo que ejerció hasta 1984.
En las elecciones federales de 1985 fue elegido diputado federal por el Distrito 3 de Chihuahua luego de vencer al candidato del Partido Revolucionario Institucional, Arnoldo Cabada de la O en una elección en la que fueron computados poco menos de 3 mil votos, durando en el cargo hasta el final de la Legislatura en 1988.
En 1989 fue candidato a Presidente Municipal de Ciudad Juárez por el PAN, resultando perdedor ante el priista Jesús Macías Delgado. En los años 90 fue dirigente del Comité Directivo Municipal del PAN en Ciudad Juárez, cargo del que fue destituido en 1995.
En 2004 buscó registrarse como candidato independiente a la Presidencia Municipal de Ciudad Juárez para las elecciones de ese año, siendo negado por el Instituto Estatal Electoral debido a que en ese momento las candidaturas independientes no estaban regidas por la Ley. A principios de 2013 no refrendó su militancia en el PAN.